# Доктор Сьюз на свободе
«Доктор Сьюз на свободе» (англ. Dr. Seuss on the Loose) иногда называется «Доктор Сьюз на ТВ» — американский короткометражный мультфильм, впервые показанный на CBS 15 октября 1973 году, и являющийся сборником трёх короткометражек «Сничи», «Закс» и «Зелёные яйца и ветчина». Спецвыпуск спонсировался Nestlé. Спецвыпуск ведёт Кот в шляпе, который представляет анимационные адаптации рассказов Доктора Сьюза. Аллан Шерман повторил свою роль голоса Кота в шляпе из телевизионного выпуск 1971 года. «Сьюз на свободе» был последним проектом Аллана Шермана. Он умер чуть более чем через месяц, 20 ноября 1973 года (за 10 дней до своего 49-летия). Спецвыпуск стал популярным и ежегодным повторялся на ТВ на протяжении большей части десятилетия, пока его последний показ на CBS не состоялся 12 июля 1979 года.
Спецвыпуск транслировался в разных странах в 1975 году, в том числе ITV в Англии 1 января и ABC-TV в Австралии 21 сентября.
Антология была выпущена под названием «Зелёные яйца, ветчина и другие истории» на видеокассетах, распространяемой Fox Video и выпущенной в 1994 году (позже переизданной в 1997 году). В 2012 году спецвыпуск был выпущен на Blu-ray Deluxe Edition.

## Сюжет

### Сничи
Первая (и самая длинная) история в сборнике рассказывает о группе желтых птицеподобных существ, называемых сничами, у некоторых из которых на животе зелёная звезда. В начале истории сничи со звёздами дискриминируют и избегают тех, у кого нет, как показано юношей со звёздным животом, которого наставляют его родители, чтобы он никогда не общался с теми у кого нет звёздочки, затем он выходит на улицу и игнорирует не отмеченного звёздочкой снича. Звёздно-пузатые сничи поют песню о своём величии, устраивая вечеринку на пляже, куда не входят сничи, не отмеченные звёздами.
Появляется предприниматель по имени Сильвестр МакМанки МакБин и предлагает Сничам без звёзд возможность получить их с помощью своей Звёздной Машины (англ. Star-On machine) за три доллара. Сничи без звёд получают свои звёзды благодаря той самой машине и входят в общество сничей со звёздами. Однако это злит звёздобрюхих сничей, которые не только потеряли свой особый статус, но и не могут различить, какой снич есть какой. МакБин не разделяет предрассудков Сничей, заботясь только о том, чтобы у него были платящие клиенты, и предлагает другую машину под названием Беззвёздная Машина (англ. Star-Off machine), которая удаляет звёзды за десять долларов. Вскоре сничи перебегают с одной машины на другую, пока они уже не запутались сами, кто из них кем когда-то был.
Это продолжается до тех пор, пока Сничи не останутся без гроша в кармане, и МакБин разбирает свои машины, приподнимая шляпу перед Сничами и покидает пляж. Он смотрит прямо в камеру, прямо говоря зрителю: «Бесполезно снича учить, который глуп, как верблюд». Однако рассказчик говорит, что МакБин был неправ, поскольку сничи узнают из этого дня урок, что ни простые, ни звёздные снитчи не превосходят их, и они могут ладить и становиться друзьями. Скетч заканчивается повторением песни о пляжной вечеринке, а текст теперь отражает то, как они принимают друг друга.

### Закс
В «Закс» Закс, идущий на север, и Закс, идущий на юг, сталкиваются лицом к лицу в пустяне Пракса. Каждый просит другого уступить дорогу, но ни один из них не сдвигается с места, говоря, что двигаться другим путем против их воспитания. Поскольку они упрямо отказываются двигаться (на восток, запад или в любом направлении, кроме их соответствующих направлений), чтобы обойти друг друга. Затем два Закса решают тупо стоять на месте, думая, что если они остановятся, мир тоже остановится вместе с ними. Заксы так долго стоят, и днём, и ночью, и даже когда менялась погода и времена года. В конце концов они так и не осознали, что мир не стоял на месте, мир рос, потому что через пару лет было построено огромное шоссе вокруг них с эстакадой над ними. История заканчивается тем, что Заксы всё ещё стоят «не сдвинувшись с места» на своём пути.

### Зелёные яйца и ветчина
В «Зелёных яйцах и ветчине» Сэм-Это-Я пристаёт к Чуваку-Ли-Я (В финальных титрах указан, как Джоуи), чтобы тот съел тарелку зелёных яиц и ветчины. Однако Чувак несколько раз отказывается, отвечая: «Мне не нравятся зелёные яйца и ветчина. Мне они не нравятся, Сэм-Это-Я». Далее Сэм просит Чувака съесть их в разных местах (дома, в коробке пустой, в машине, на дереве, в поезде, в темноте, во время дождя и на лодке) и с некоторыми животными (мышью, лисом и козой), но всё равно получает отказ. Также в мультфильме периодически показывается эксклюзивная шутка, которого нет в книге, — это лис в коробке, на которую охотятся несколько собак и охотников верхом на лошадях. В конце концов Чувак тщетно принимает предложение, пробует зелёные яйца и ветчину. Когда он заявляет, что ему нравятся зелёные яйца и ветчина, он радостно говорит: «Мне нравятся зелёные яйца и ветчина. Спасибо. Спасибо, Сэм-Это-Я».

## Роли озвучили
- Аллан Шерман — Кот в шляпе
- Ганс Конрид — Рассказчик, Закс, идущий на север, Закс, идущий на юг, Лис
- Пол Уинчелл — Сэм-Это-Я, Чувак-Ли-Я (Джоуи), Простобрюхие сничи, Звездобрюхие сничи
- Боб Холт — Сильвестр МакМанки МакБин, Простобрюхие сничи, Звездобрюхие сничи

## Мелочи
- В сегменте «Зелёные яйца и ветчина» шуткой является то, что группа охоты на лис со стаей гончих и двумя всадниками преследует Лиса каждый раз, когда слово «Лис» упоминается.

## Последующие выпуски
В октябре 2003 года спецвыпуск был выпущен на DVD компанией Universal Studios Home Entertainment/Universal Studios Family Productions вместе с «Хэллоуин — ночь Гринча». В июне 2012 года компания Warner Home Video провела ремастеринг и переиздала спецвыпуск на специальном роскошном издании Blu-ray и DVD. В марте 2021 года спецвыпуск был выпущен на сайтах цифровых ритейлеров под названием «Доктор Сьюз „Зелёные яйца, ветчина и другие угощения“».